# Године одлуке
„Године одлуке” (словен. Leta odločitve) је југословенски и словеначки филм из 1984. године. Режирао га је Боштјан Врховец а сценарио су написали Бранко Градишник и Денис Пониз.

## Улоге
| Глумац        | Улога |
| ------------- | ----- |
| Ангел Арчон   |       |
| Јожица Авбељ  | Цвета |
| Полде Бибич   | Силни |
| Борис Каваца  |       |
| Славко Церјак |       |
| Дамјана Черне | Лени  |
| Бране Грубер  |       |
| Славко Јан    | Дед   |
| Роман Кончар  |       |

Остале улоге  ▼
| Глумац          | Улога  |
| --------------- | ------ |
| Изток Млакар    |        |
| Јоже Мраз       |        |
| Андреј Нахтигал |        |
| Борис Остан     | Петер  |
| Јана Шмид       |        |
| Алеш Валич      | Јернеј |